# Barbera
La Barbera è un vino tipico del Piemonte ricavato dall'omonimo vitigno autoctono, per quanto è dato conoscere meno antico di altri coltivati in Piemonte, quali il moscato, il grignolino e il nebbiolo. La sua espansione è stata costante nei secoli ed oggi il vitigno da cui si ricava è il più diffuso nella regione tra quelli a bacca rossa, principalmente nelle  zone di Alessandria, Alba, di Asti, e dell'Oltrepò Pavese.

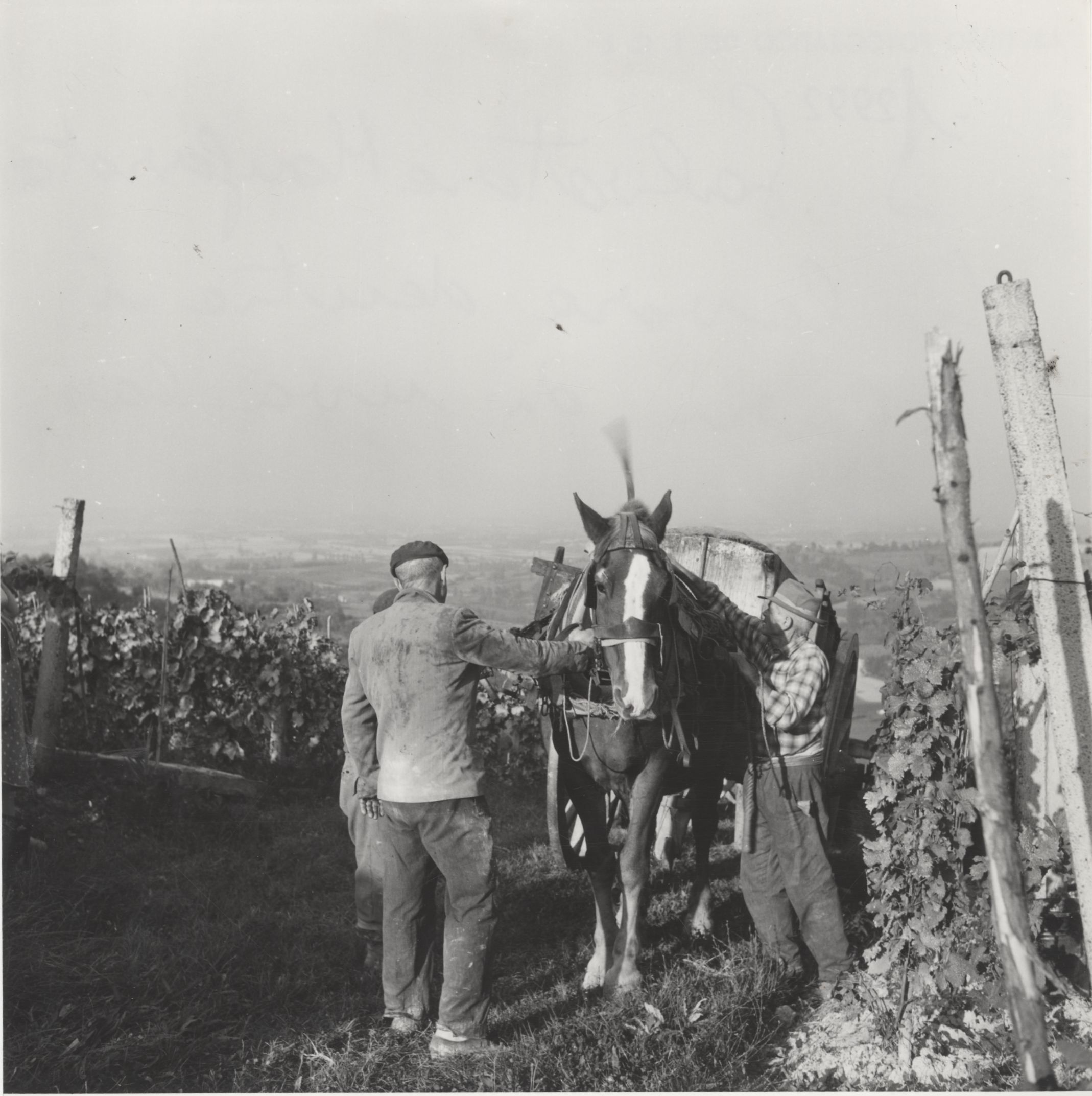
Vigna di Barbera nel 1960

La Barbera può essere commercializzata sotto diverse denominazioni di origine controllata, spesso con tipologie particolari, come barbera di Asti, d'Alba o Canavese. Tipicamente piemontese è anche la versione "vivace", un vino giovane con leggera effervescenza. Tra le barbere di Alba, Asti e del Monferrato troviamo differenze abbastanza importanti, a causa del variare del territorio regionale relativamente alle diverse zone.
La Barbera è da bere giovane nella sua versione senza invecchiamento, da lasciare riposare alcuni anni prima di degustarla, le versioni invecchiate. Soprattutto nelle sue versioni superiori troviamo che i tannini (che la rendono ricca di acido gallotannico e quindi di sapore particolarmente aspro) sono piuttosto marcati e di conseguenza se bevuto poco dopo la messa in bottiglia fa riscontrare al palato una certa spigolosità, che va piano piano arrotondandosi con il passare del tempo. Qualche barbera può, nelle annate migliori, raggiungere i 15°, senza per questo  dimostrare il suo tasso alcolico particolarmente forte, in quanto la struttura stessa del vino tende ad equilibrarlo rendendolo piacevole e facile da bere.
Vino di gran classe, apprezzato sulle tavole internazionali, si adatta anche molto bene nella preparazione di alcuni piatti tipici piemontesi, come arrosti di carne o risotti.
A parte la terra di elezione, il vitigno barbera entra a far parte di diversi altri vini italiani (non solo DOC): Lombardia ed Emilia, ad esempio, hanno dei vini DOC a base di barbera. Ma anche in Liguria, Valle d'Aosta e, in misura minore, in altre regioni italiane si coltiva la barbera.

## Caratteristiche
Vino robusto e ricco di personalità, la Barbera per decenni ha rappresentato il classico vino rosso da pasto, molto apprezzato in origine dai consumatori piemontesi, poi da quelli lombardi, ed ora in molta parte del territorio italiano, in special modo al nord.
Ha tre DOCG, Nizza, Barbera d'Asti e Barbera del Monferrato Superiore, e numerose DOC. A partire dall'anno 2000 sono state inserite due sottozone (cru) che delimitano le aree qualitativamente più importanti del Barbera d'Asti: Tinella e Colli Astiani.
La Barbera è un vino apprezzato tendenzialmente per la sua acidità, più che per la tannicità.

## Cultura
Giosuè Carducci dedicò una poesia proprio al Barbera:
Bevendola ci pare

d'esser soli in mare

sfidanti una bufera.»
Giorgio Gaber dedicò una canzone alla barbera dal titolo Barbera E Champagne inserita nell'omonimo album.

## Vini a DOCG
- Barbera d'Asti
- Barbera del Monferrato superiore
- Nizza

## Vini a DOC
- Barbera d'Alba
- Barbera del Monferrato
- Pinerolese Barbera
- Canavese Barbera
- Colli tortonesi Barbera
- Collina Torinese Barbera
- Castel San Lorenzo Barbera